# Đồi Capitolinus
Đồi Capitolinus (tiếng Latinh: Mons Capitolinus, tiếng Ý: Colle Campidoglio) hay còn gọi là Capitolium là một trong Bảy ngọn đồi La Mã trung tâm thủ đô Roma của nước Ý. Ngọn đồi này tọa lạc tại khu vực nằm giữa Công trường La Mã và Campus Martius.
Ngọn đồi trước đây được gọi là Mons Saturnius, dành riêng cho thần Saturnus. Từ Capitolium đầu tiên có nghĩa là ngôi Đền Jupiter Optimus Maximus sau đó được xây dựng ở đây, và về sau tên này được sử dụng để chỉ cho toàn bộ ngọn đồi (và thậm chí các ngôi đền thần Jupiter trên các ngọn đồi khác), và từ đó có tên gọi Mons Capitolinus (thể danh-tính từ của Capitolium). Theo thần thoại từ nguyên học, nguồn gốc cổ xưa gắn liền với tên gọi caput ("đầu", "đỉnh") và truyền thuyết kể rằng khi đặt nền móng cho ngôi đền, người ta đã tìm thấy đầu của một người đàn ông, một số nguồn tin thậm chí còn nói rằng đó là đầu của một số Tolus hoặc Olus. Ngọn đồi này được những người La Mã xem là bất khả xâm phạm và không thể bị phá hủy, trở thành biểu tượng của sự vĩnh cửu.
Đến thế kỷ 16, Capitolinus đã trở thành Capitolino trong tiếng Ý và sau đó trở thành Campidoglio. Đồi Capitolinus chỉ còn rất ít những lưu dấu tàn tích cổ đại trên nền đất, vì ngọn đồi gần như được bao phủ hoàn toàn bởi các cung điện thời Trung cổ và Phục hưng (hiện đang là Bảo tàng Capitolinus) và nổi tiếng hơn cả một quảng trường mang cùng tên Quảng trường Campidoglio - một kiệt tác dự án kế hoạch đô thị quan trọng do Michelangelo thiết kế.
Từ Capitolium vẫn tồn tại trong từ tiếng Anh là capitol. và Đồi Capitol ở thủ đô Washington, D.C., Hoa Kỳ được nhìn nhận rộng rãi là đặt theo tên theo tên của ngọn đồi Capitolinus này.

## Ảnh hưởng
Nhờ ảnh hưởng bởi kiến trúc La Mã cổ đại và thời kỳ Cộng hòa La Mã mà từ Capitolium tồn tại trong tiếng Anh là capitol. và Đồi Capitol ở thủ đô Washington, D.C., Hoa Kỳ được nhìn nhận rộng rãi là đặt theo tên theo tên của ngọn đồi Capitolinus này.